# Fräknar
För andra betydelser, se Fräknar (olika betydelser).
Fräknar (i singular betecknat fräkne) är små bruna eller rödbrunaktiga melaninfläckar på huden.
Fräknar är genetiskt betingade, och beror på en särskild variant av melanocortin-1-receptor, MC1R. Det ärftliga anlaget för fräknar ger i dubbel uppsättning även rödhårighet. Fräknar kan också uppstå efter att huden utsatts för stark solstrålning, som till exempel vid solbad eller solarium. När solstrålarna tränger igenom huden aktiverar de melanocyterna som orsakar att fräknarna mörknar och blir fler. Ljust eller blont hår, eller framför allt rött hår är vanliga med denna genfaktor, men mest indikativ är blek hy.
Fräknar förekommer främst i ansiktet, även om de kan finnas på vilken del av huden som helst som utsätts för solstrålning. Fräknar är ovanliga hos spädbarn, utan blir vanliga hos prepubertala barn; de är mindre vanliga hos vuxna. Barn som inte producerar tillräckligt med melanin för att skydda sig från skadliga solstrålar kan få tillfälliga fräknar som ofta försvinner vid puberteten.

## Fräknar i kulturen
- Astrid Lindgrens figur Pippi Långstrump är fräknig.
- Tore Skogmans "Fröken Fräken"